# Minuartia sibirica
Minuartia sibirica är en nejlikväxtart som först beskrevs av Eduard August von Regel och Tiling, och fick sitt nu gällande namn av N.S. Pavlova. Minuartia sibirica ingår i släktet nörlar, och familjen nejlikväxter. Inga underarter finns listade i Catalogue of Life.